# 张雨帆
张雨帆（1910年—1986年），山西文水人。中国政治人物。
曾任北京大学左联宣传委员兼左联机关刊物编辑，后担任中共鲁南区委书记兼鲁南军区政委、华东支前司令部政治部主任。中华人民共和国成立后，历任中共浙江省委秘书长兼绐兴地委书记，华东贸易部副部长，中华人民共和国商业部、水产部副部长，中央商业干部学校校长。